# 귀휴 제도
귀휴 제도(歸休制度)는 교도소에서 복역중인 죄수가 출소하기 직전이나 일정한 사유에 따라 잠시 휴가를 얻어 교도소 밖으로 나오는 것이다. 약어로 귀휴(歸休)라고도 한다. 귀휴 제도의 자격 요건이 안되어도 특별 귀휴 제도의 사유가 있는 수감자에 대해서는 귀휴를 허가할 수 있다.

## 귀휴 제도의 자격 요건
- 최소 복역 기간 : 6개월 이상 복역한 수형자
- 복역한 기간 : 형기의 3분의 1(21년 이상의 유기형 또는 무기형의 경우에는 7년)이 지나야 함.
- 복역중 행실 : 교정성적이 우수한 수감자
- 일반 귀휴 기간 : 1년 중 20일 이내의 귀휴를 허가.
- 특별 귀휴 기간 : 1년 중  5일 이내의 귀휴를 허가.

## 귀휴 제도의 사유

### 일반 귀휴 제도의 사유
- 가족 또는 배우자의 직계존속이 위독할 때
- 질병이나 사고로 외부 의료 시설에서의 입원이 필요할 때
- 천재지변이나 그 밖의 재해로 가족, 배우자의 직계존속 또는 수형자 본인에게 회복할 수 없는 중대한 재산상의 손해가 발생하였거나 발생할 우려가 있는 때
- 그 밖에 교화 또는 건전한 사회복귀를 위하여 법무부령으로 정하는 사유가 있는 때

### 특별 귀휴 제도의 사유
- 가족 또는 배우자의 직계존속이 사망한 때.
- 직계비속의 혼례가 있는 때

## 귀휴의 취소
- 귀휴의 허가사유가 존재하지 아니함이 밝혀진 때.
- 거소의 제한이나 그 밖에 귀휴허가에 붙인 조건을 위반한 때.

다만 이 경우에도 필요적 취소가 아닌 임의적 취소